# Wojska Lądowe Koreańskiej Armii Ludowej
Wojska lądowe Koreańskiej Armii Ludowej (kor. 조선인민군 륙군) – lądowe siły zbrojne Korei Północnej.

## Historia
Wojska lądowe zostały sformowane pod koniec lat czterdziestych dwudziestego wieku pod radziecką kontrolą. Była liczniejsza i lepiej uzbrojona od armii Korei Południowej w chwili wybuchu wojny koreańskiej. W latach sześćdziesiątych liczba żołnierzy była poniżej 400 000 i nie wzrosła aż do 1972 roku. W następnych dwóch dekadach wojska lądowe uległy znacznej rozbudowie. W 1992 roku siły zbrojne liczyły już milion żołnierzy. Stało się tak z powodu modernizacji armii południowokoreańskiej, która miała miejsce w latach siedemdziesiątych.
Armia była początkowo zorganizowana na wzór radziecki i chiński, jednak na przestrzeni lat jej organizacja ewoluowała dostosowując się do panujących okoliczności i zmieniającej się doktryny wojennej Korei Północnej.

## Uzbrojenie

### Czołgi
| Nazwa          | Typ              | Kraj pochodzenia | Uwagi                                                                                                  |
| -------------- | ---------------- | ---------------- | --- |
| Typ 59         | czołg podstawowy | Chiny            | |
| T-90           | czołg podstawowy | Rosja            | |
| T-62           | czołg podstawowy | ZSRR             | |
| T-55           | czołg podstawowy | ZSRR             | |
| PT-85 (Typ 82) | czołg amfibia    | Korea Północna   | opracowany na podwoziu transportera opancerzonego VTT-323                                              |
| PT-76          | czołg amfibia    | ZSRR             | niektóre pojazdy zostały przeniesione do rezerwy                                                       |
| Ch'ŏnma-ho     | czołg podstawowy | Korea Północna   | wyprodukowano 1200 pojazdów                                                                            |
| P'okp'ung-ho   | czołg podstawowy | Korea Północna   | lokalnie zaprojektowany czołg podstawowy, łączy w sobie elementy z T-62, T-72, Typ 88, T-80 oraz T-90. |

### Transportery opancerzone
| Nazwa           | Typ                               | Kraj pochodzenia       | Uwagi                                    |
| --------------- | --------------------------------- | ---------------------- | ---------------------------------------- |
| BMP-1           | bojowy wóz piechoty               | ZSRR                   |                                          |
| VTT-323         | transporter opancerzony           | Chiny · Korea Północna | opracowany na podstawie YW 531           |
| YW 531 (Typ 63) | transporter opancerzony           | Chiny                  |                                          |
| BTR-80          | transporter opancerzony           | ZSRR                   | wersja BTR-80A                           |
| BTR-60          | transporter opancerzony           | ZSRR                   |                                          |
| BTR-50P         | transporter opancerzony (amfibia) | ZSRR                   |                                          |
| Typ 55          | kołowy transporter opancerzony    | Chiny                  | wersja produkowana na licencji w Chinach |
| BTR-152         | kołowy transporter opancerzony    | ZSRR                   |                                          |

### Artyleria i działa samobieżne
| Nazwa    | Typ                                            | Kraj pochodzenia      | Uwagi                                                             |
| -------- | ---------------------------------------------- | --------------------- | ----------------------------------------------------------------- |
| M-1974   | haubica kal. 152 mm                            | Korea Północna        |                                                                   |
| M-1978   | haubica kal. 170 mm                            | Korea Północna        | największa haubica w Koreańskiej Armii Ludowej                    |
| M-1985   | haubica kal. 152 mm                            | Korea Północna · ZSRR | D-20/M1955; Typ 83                                                |
| M-1975   | działo samobieżne kal. 130 mm                  | Korea Północna        |                                                                   |
| M-1992   | działo samobieżne kal. 130 mm                  | Korea Północna        |                                                                   |
| M-1981   | samobieżna haubica kal. 122 mm                 | Korea Północna        | Typ 54 SPH                                                        |
| M-1991   | samobieżna haubica kal. 122 mm                 | Korea Północna        |                                                                   |
| M-1992   | działo samobieżne kal. 120 mm                  | Korea Północna        |                                                                   |
| M-1992   | działo przeciwlotnicze                         | Korea Północna        |                                                                   |
| ZSU-57-2 | samobieżne działo przeciwlotnicze              | ZSRR                  |                                                                   |
| ZSU-23-4 | samobieżne działo przeciwlotnicze              | ZSRR                  |                                                                   |
| M1985    | wyrzutnia rakiet 240 mm                        | Korea Północna        |                                                                   |
| M-1991   | wyrzutnia rakiet 240 mm                        | Korea Północna        |                                                                   |
| M-1985   | wieloprowadnicowa wyrzutnia rakiet kal. 122 mm | Korea Północna        |                                                                   |
| BM-11    | wieloprowadnicowa wyrzutnia rakiet kal. 122 mm | Korea Północna · ZSRR |                                                                   |
| Typ 63   | wieloprowadnicowa wyrzutnia rakiet kal. 107 mm | Chiny                 |                                                                   |
| BM-24    | wieloprowadnicowa wyrzutnia rakiet kal. 240 mm | ZSRR                  | 200 sztuk dostarczono w 1955 roku                                 |
| SU-100   | działo samobieżne kal. 100 mm                  | ZSRR                  |                                                                   |
| ?        | moździerze                                     | różne                 | około 7500 sztuk różniących się krajem pochodzenia i wyposażeniem |

### Broń przeciwpancerna
- pociski kierowane 3M6 Trzmiel
- pociski kierowane 9M14 Malutka
- pociski kierowane 9K111 Fagot
- pociski kierowane 9K113 Konkurs
- działa bezodrzutowe takie jak: B-10, B-11, SPG-9
- granatniki RPG-7 i ich chińskie kopie Typ 69 RPG

### Broń piechoty
- pistolet Typ 64 (północnokoreańska wersja pistoletu Browning 1900)
- pistolet Typ 68 (północnokoreańska wersja pistoletu TT)
- pistolet PM
- pistolet Baek-Du-San (północnokoreańska wersja pistoletu CZ-75)
- pistolet maszynowy PPSz
- karabin Mosin
- karabin SWT
- karabin Typ 63 (północnokoreańska wersja karabinu SKS)
- karabin Typ 56
- karabinek AKM
- karabinek AK
- karabinek AK-74
- Norinco CQ (chińska kopia karabinka M16 – niepotwierdzone)
- karabin maszynowy DP
- karabin maszynowy RPK
- karabin maszynowy Typ 62 (północnokoreańska wersja karabinu maszynowego RPD)
- karabin maszynowy Typ 73 (bazuje na karabinie maszynowym Bren)
- karabin maszynowy Typ 82
- karabin maszynowy SG-43
- karabin maszynowy PK/PKS
- karabin maszynowy DSzK
- karabin maszynowy KPW
- karabin maszynowy NSW
- karabin Zastava M76
- karabin SWD
- granatnik AGS-17

źródła: